# 重工記念長崎病院
重工記念長崎病院（じゅうこうきねんながさきびょういん）は、長崎県長崎市に所在する病院。かつては三菱重工業が開設する企業立病院であった。

## 沿革
（この節の出典）
- 1897年（明治30年）10月 - 三菱長崎造船所の工場附属病院として開設。
- 1918年（大正7年）10月 - レンガ造3階建に改築。
- 1945年（昭和20年）8月 - 原爆投下時には被害軽微であったため、罹災者の治療にあたる。
- 1958年（昭和33年）4月 - 総合病院の認可を受ける。
- 1964年（昭和39年）4月 - 三菱長崎病院に改称。
- 1975年（昭和50年）12月 - 新館（鉄筋コンクリート5階建）落成。
- 1977年（昭和52年）4月 - 一般保険医療機関の認可を受け、関係者以外の診療も開始。
- 2013年（平成25年）6月 - 救急告示病院認定[2]。
- 2016年（平成28年）4月 - 三菱重工より独立して医療法人化し、重工記念長崎病院となる。
- 2020年（令和2年） 5月 - 長崎市丸尾町の三菱研究所跡地に移転する。

## 診療科目
- 内科
- 外科
- 眼科
- 皮膚科
- 泌尿器科
- 婦人科
- 耳鼻咽喉科
- 整形外科
- 形成外科
- 放射線科
- 心療内科
- 歯科・歯科口腔外科

## 医療機関の指定・認定
- 保険医療機関[3]
- 労災保険指定医療機関[3]
- 指定自立支援医療機関（更生医療・育成医療・精神通院医療）[3]
- 身体障害者福祉法指定医の配置されている医療機関[3]
- 生活保護法指定医療機関[3]
- 難病の患者に対する医療等に関する法律に基づく指定医療機関[3]
- 原子爆弾被害者医療指定医療機関[3]
- 原子爆弾被害者一般疾病医療取扱医療機関[3]
- 公害医療機関[3]
- 母体保護法指定医の配置されている医療機関[3]
- 救急告示病院（二次救急）[4]
- このほか、各種法令による指定・認定病院であるとともに、各学会の認定施設でもある。

## 分院
- 香焼診療所（長崎市香焼町494番地5） - 1972年（昭和47年）開設。長崎造船所香焼工場に隣接。

## 交通アクセス
- 長崎バス・長崎県営バス「重工記念長崎病院」バス停留所下車[5]。
- JR九州長崎駅から車で約8分[5]。